# パペット・マスター2
『パペットマスター2』（Puppet Master II）は、1991年のアメリカ合衆国映画。この後に『パペット・マスター3』が公開されるものの、時間軸は『3』よりも後に公開された『パペット・マスター4 最強の敵』（Puppet Master 4）へ続いている。

## あらすじ
超常現象調査チームは、アンデッドの人形師アンドレ・トゥーロン（スティーヴ・ウェルズ）とその人形たちに振り回される。
そのさなか、トゥーロンはチームの代表者キャロラインが亡き妻エルザの生まれ変わりだと信じてしまう。

## キャスト
- エリザベス・マクレラン- キャロライン・ブラムウェル,エルザ・トゥーロン
- コリン・バーンセン- Michael Kenney
- スティーヴ・ウェルズ-アンドレ・トゥーロン、Eriquee Chaneé
- グレゴリー・ウェッブ - Patrick Bramwell
- チャーリー・スプラドリング - ワンダ
- ジェフ・ウェストン - ランス
- ニタ・タルボット - Camille Kenney
- セイジ・アレン-マーサ
- ジョージ・フラワー - マシュー
- Sean B. Ryan -ビリー
- Ivan J. Rado - カイロの子供承認
- Michael Todd - トゥーロン人形
- ジュリアンヌ・マッツオッティ- Puppet Camille/エルザ
- Taryn Band - カイロの子供
- アレックス・バンド - カイロの子供

## 今作より登場のパペット達
鉄人バーベQ(Torch)
火炎放射器を携えたパペット。
オチの方で通行人の車にちゃっかり乗っている。
Mephisto
Egyptian goblin puppet

## 備考
当初はHis Unholy Creationsという副題がつくはずだった。
なお、チャールズ・バンドがプロデュースした今作には、彼の弟のリチャード・バンドが音楽を担当し、チャールズの息子アレックス・バンドもこの映画に出演している。